# Notosigalphus conjugator
Notosigalphus conjugator är en stekelart som först beskrevs av Turner 1917.  Notosigalphus conjugator ingår i släktet Notosigalphus och familjen bracksteklar. Inga underarter finns listade i Catalogue of Life.